# Dorothy Boyd
Pour les articles homonymes, voir Boyd.
Dorothy Boyd (née le 14 avril 1907 à Sanderstead (en ce temps dans le Surrey et aujourd'hui dans le district londonien de Croydon) en Angleterre et morte en 1996 en Angleterre) est une actrice anglaise.

## Biographie
Dorothy Boyd est apparue dans 38 films entre 1926 et 1940.

## Filmographie partielle
- 1926 : The Ball of Fortune de Hugh Croise
- 1926 : Le passé ne meurt pas (Easy Virtue) d'Alfred Hitchcock
- 1928 : The Constant Nymph d'Adrian Brunel
- 1932 : Rynox de Michael Powell
- 1933 : A Shot in the Dark de George Pearson
- 1934 : Get Your Man de George King
- 1940 : Shadowed Eyes (en) de Maclean Rogers (en)